# Blangy-sous-Poix
Blangy-sous-Poix (picardisch: Blangy-dsou-Poé) ist eine nordfranzösische Gemeinde mit 165 Einwohnern (Stand 1. Januar 2022) im Département Somme in der Region Hauts-de-France. Die Gemeinde liegt im Arrondissement Amiens, ist Teil der Communauté de communes Somme Sud-Ouest und gehört zum Kanton Poix-de-Picardie.

## Geographie
Blangy liegt an der früheren Route nationale 320 im Tal des Flusses Poix (manchmal auch Nordarm der Évoissons genannt) zwischen Poix-de-Picardie, an das es unmittelbar angrenzt, und Famechon. Durch das Gemeindegebiet verläuft die Bahnstrecke von Amiens nach Rouen.

## Einwohner
| 1962 | 1968 | 1975 | 1982 | 1990 | 1999 | 2006 | 2011 |
| ---- | ---- | ---- | ---- | ---- | ---- | ---- | ---- |
| 102  | 94   | 82   | 89   | 97   | 105  | 127  | 123  |

## Verwaltung
Bürgermeister (maire) ist seit 2001 Alain Lesur.

## Sehenswürdigkeiten
- Kirche Saint-Médard am Ostrand der Gemeinde.